# Giordano Ruffo
Pour les articles homonymes, voir Ruffo.

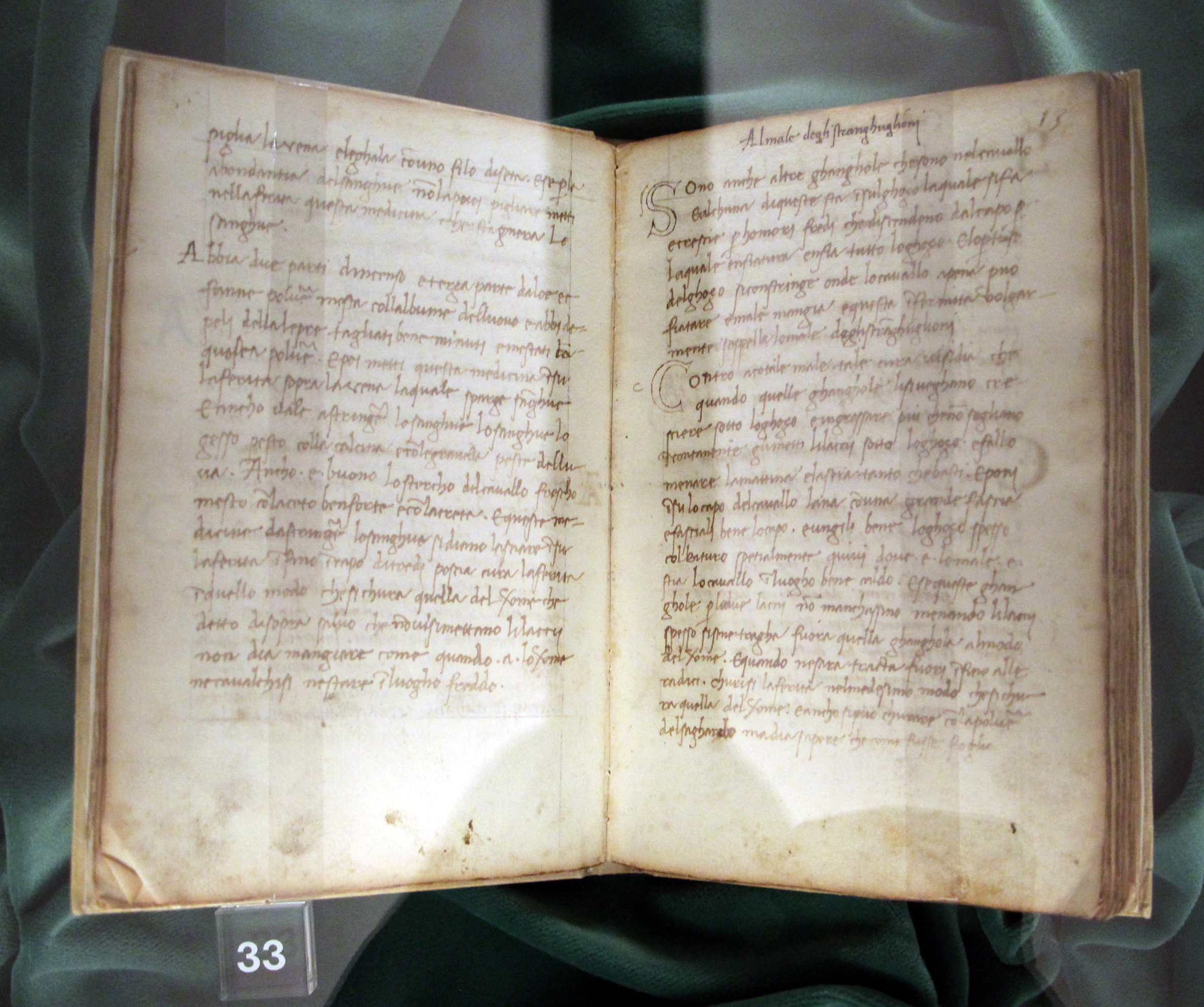
De medicina equum, vers 1490-1510 (bibliothèque Laurentienne, Ashburnham 1464).

Giordano Ruffo di Calabria ou Jordanus Rufus, Jordanus Ruffus en latin, Jourdein Ruf en français ancien (autour de 1200 – 1257) était un officier italien travaillant pour Frédéric II de Sicile, écrivain scientifique et vétérinaire.

## Biographie
Membre de la famille aristocratique des Ruffo, il est au service de l'empereur Frédéric II, comme son oncle Pietro Ruffo, gouverneur de la Calabre et de la Sicile. Après la mort de l'empereur en 1250, Pietro Ruffo s'oppose aux ambitions de son fils naturel Manfred Ier ce qui lui vaut d'être chassé de son domaine en 1256 et assassiné l'année suivante. Manfred fait crever les yeux de Giordano, qui meurt de ses blessures.

## Traité d'hippiatrie et d'équitation
Giordano Ruffo écrivit un traité  d’hippiatrie entre 1250 et 1254 qui fit l’objet de nombreuses traductions et qui contient aussi des propos concernant l'équitation. Cette œuvre, Miles in Marestalla a été diffusée sous divers titres, De medicina equorum,  Liber de curis equorum, ou encore Cyrurgia equorum. Le titre original en latin fait référence au mile, le soldat, officier de second ordre, fonction que devait probablement occuper l'auteur, dans un marestalla, soit une écurie et un haras. Elle a été écrite aux alentours de 1250, en latin, alors que Ruffo vivait à la cour de Frédéric II, roi de Sicile. Il en existe des versions en turc, sicilien, catalan, provençal, français et allemand. Il en existe aussi une version en hébreu, preuve de la large diffusion. Elle ne fut qu’indirectement inspirée des œuvres hippiatriques grecques. Dans l’ensemble, les remèdes proposés sont plus simples que ceux que l’on trouve dans les textes grecs. De plus, contrairement à ces derniers, on ne trouve pas de traces de formules magiques ou d’ingrédients aux propriétés magiques.
Les chapitres concernant le traitement des maladies du cheval ont fortement inspiré Pietro de' Crescenzi ainsi que les traités de maréchalerie de Lorenzio Rusio vers 1340 et du florentin Dino Dini (1352-1359), sachant que la maréchal-ferrant était aussi à cette époque le vétérinaire des chevaux, jusqu'à Carlo Ruini, le précurseur de la médecine vétérinaire à la Renaissance.
Ce traité est divisé en six parties. Les quatre premiers livres concernent l'élevage, l'alimentation, la reproduction, l'hygiène, le débourrage et le dressage, les embouchures et les ferrures, et de la constitution physique du cheval. Les deux derniers livres sont consacrés aux maladies, le livre V traitant des maladies naturelles et le livre VI des maladies accidentelles, 55 chapitres décrivant différentes maladies et leur traitement.
Les chapitres consacrés au débourrage et au dressage présentent des pratiques relativement basiques, mais permettent d'avoir une idée sur les pratiques équestre de l'époque et contiennent des principes qui seront repris dans des ouvrages ultérieurs et dont certains sont encore utilisés aujourd'hui. Ruffio recommande de garder l'animal attaché dans l'écurie afin d'éviter qu'il ne se blesse les membres, et de l'installer sur une litière profonde de paille jusqu'aux genoux. Il fait des suggestions concernant la diététique afin de garder le cheval ni trop gros ni trop maigre. Il suggère aussi de l'abreuver d'eau "trouble" qui serait plus nutritive. Il déconseille de monter le soir car il est plus difficile de faire compléter sécher le cheval aux heures froides de la nuit avant de le rentrer à l'écurie. De même, il déconseille de monter pendant les mois les plus chauds de l'été et ceux les plus froids de l'hiver. La ferrure doit être faite avec des fers en acier léger et il recommande de ne pas ferrer les jeunes chevaux afin de ne pas abimer leurs sabots.
Ruffo préconise d'utilise le mors le moins sévère possible los du débourrage, en l'enduisant de miel ou d'un sirop pour le rendre plus agréable au cheval. Une fois harnaché, le cheval doit être conduit en main par un groom jusqu'à ce qu'il le suive docilement. C'est uniquement à partir de ce moment qu'il peut être monté, sans selle et sans éperons, et dresser à tourner à droite et à gauche. Au bout d'environ un mois, il peut être monté avec une selle, et progressivement prendre le trot sur un sol qui aura été au préalable labouré afin qu'il apprenne à suspendre ses foulées correctement. Il recommande aussi de l'entrainer à tourner vers la droite car les chevaux ont naturellement une meilleure disposition naturelle pour tourner vers la gauche. Une fois le trot acquis, le cheval peut galoper mais dans une allure rassemblée et sur de courtes distances, afin d'éviter de le fatiguer. Il préconise aussi, au trot et au galop, de garder un contact avec la bouche et de lui demander de courber l'encolure, afin d'avoir un meilleur contact et lui permettre de voir où il pose les pieds. Pour l'habituer au bruit et à la foule, Ruffo suggère de le monter souvent en ville, spécialement dans des endroits bruyants, près des forges par exemple, et de veiller à ne pas le punir si au début il a peur ou rétive, afin que plus tard il n'associe pas le bruit et l'agitation à la punition, mais au contraire à l'encourager. Le cheval doit être dressé à s'arrêter et à respecter la main avant de commencer à travailler à des allures rapides. Le galop doit être pratiqué sur des longueurs progressivement plus importantes, mais sans abus, et en évitant de trop fatiguer l'équidé ou de l'amener à se rebeller. A contrario, il faut veiller régulièrement à ce qu'il ne devienne pas paresseux  . 
Certaines des préconisations de Ruffo font aujourd'hui frémir. Pour lui, lorsque le cheval a acquis sa dentition d'adulte, ses quatre canines doivent être arrachées car elles gênent pour mettre les embouchures. Cette opération présenterait l'avantage d'empêcher le cheval de devenir trop gros et, s'il est indiscipliné, d'apaiser son caractère trop ardent. Pour les poulains, il suggère d'utiliser un mors constituée de deux barres transversales et d'une en largeur. Il décrit des mors encore plus sévères, tordus ou rainurés, ou agrémentés une petite pelle qui agit sur le palais. Il conseille toutefois de ne pas les utiliser car trop durs. Il souligne qu'une fois trouvée l'embouchure correspondant à la sensibilité de l'animal, elle ne doit plus être modifiée au risque de lui "détruire" la bouche. 